# Parque Figueroa
Parque Figueroa es un barrio de la ciudad de Córdoba (España), perteneciente al distrito Noroeste. Está situado en zona oeste del distrito. Limita al norte con el barrio de San Rafael de la Albaida; al este, con el barrio de Arroyo del Moro; al sur, con el barrio de Huerta de Santa Isabel; y al oeste, con terrenos no urbanizados.
Su construcción fue promovida por la Caja Provincial de Ahorros a través de la Constructora Benéfica de Viviendas. Sus más de 2.000 viviendas comenzaron a construirse el 20 de junio de 1968 y se inauguraron oficialmente el 10 de junio de 1970 con la presencia de los entonces Príncipes de España, Don Juan Carlos y Doña Sofía.
Con una superficie de más de 180.000 m² fue realizado por los arquitectos Rafael de La-Hoz, José Chastang Barroso y Gerardo Olivares James, y los aparejadores Rafael Usano y Pablo González quienes, con el uso de las más avanzadas técnicas de urbanización, pretendieron construir una ciudad autónoma en la que sus habitantes no necesitaran nada de lo que ofrecía el centro de la ciudad.
El conjunto consta de tres franjas concéntricas y diferentes en su arquitectura y fin, situándose en el centro la de esparcimiento, con las piscinas, la iglesia con su peculiar torre formada por dos grandes bloques de hormigón casi paralelos (quieren imitar dos manos juntas rezando) y los locales comerciales. A dos lados de la zona anterior se sitúan las viviendas, con calles peatonales y ajardinadas y en el exterior se ubicaron en principio las plazas de aparcamiento y posteriormente edificios dedicados a la enseñanza, comisaría, zonas deportivas, etc.

## Carrera San Silvestre
En los alrededores de este barrio obrero cordobés se lleva a cabo la famosa carrera conocida como San Silvestre organizada por el Club Atletismo Trotacalles Córdoba. En España, el día 31 de diciembre se celebra en diversos lugares del país una carrera popular dirigida a los corredores y a la población del municipio con motivo de la celebración del día de San Silvestre, en ella la mayoría de los corredores participan con disfraces o máscaras con motivo de la celebración de la Navidad. La carrera San Silvestre en la provincia de Córdoba se celebra en el Parque Figueroa, es un día de celebración para los habitantes del barrio, se realizan concursos gastronómicos, bailes, juegos y muchas otras actividades en torno a esta ya famosa carrera. Es un día entretenido e importante que cada vez atrae a más población de la provincia de Córdoba, llegando a alcanzar los millares de personas que visitan el barrio ese día previo a la Nochevieja.